# Сифорд (Делавер)
Сифорд (енгл. Seaford) град је у Округу Сасекс у америчкој савезној држави Делавер. По попису становништва из 2010. у њему је живело 6.928 становника

## Демографија
| Група             | 2000.         | 2010.         |
| Белци             | 4.144 (61,9%) | 3.574 (51,6%) |
| Афроамериканци    | 2.011 (30,0%) | 2.495 (36,0%) |
| Азијати           | 100 (1,5%)    | 131 (1,9%)    |
| Хиспаноамериканци | 285 (4,3%)    | 560 (8,1%)    |
| Укупно            | 6.699         | 6.928         |